# Войслави
Войслави (пол. Wojsławy) — село в Польщі, у гміні Грабово Кольненського повіту Підляського воєводства.
Населення — 50 осіб (2011).
У 1975—1998 роках село належало до Ломжинського воєводства.

## Демографія
Демографічна структура станом на 31 березня 2011 року:
|          | Загалом | Допрацездатний вік | Працездатний вік | Постпрацездатний вік |
| -------- | ------- | ------------------ | ---------------- | -------------------- |
| Чоловіки | 23      | 5                  | 13               | 5                    |
| Жінки    | 27      | 4                  | 18               | 5                    |
| Разом    | 50      | 9                  | 31               | 10                   |